# Афраште, Мохаммед Али
Мохаммад Али Афраште (имя при рождении Мохаммад Али Рад Базкальеи) (перс. مأمدعلي أفراشته‎; 1908, Рашт, Персия — 7 мая 1959, София, Болгария) — иранский писатель
, поэт, журналист, общественный и политический деятель. Писал на персидском языке.

## Биография
Родился в семье шиитского учёного-богослова. По национальности гилянец.
В юности работал продавцом, учеником в строительных компаниях и брокерских фирмах недвижимости, архитектором, подрабатывал в театре актёром, скульптором, художником, журналистом и поэтом.
С 1935 года сотрудничал с газетами «Омид» (на персидском «امید»; «Надежда») и «Тоуфик» (на персидском «توفیق»; «Успех»), был сатириком. Печатался с начала 1940-х годов в демократических журналах и газетах.
Член Народной партии Ирана. С 1953 года после переворота в Иране полтора года скрывался от властей, в 1955 годы выехал из страны. В Болгарии жил под псевдонимом Хасан Шариф.
Умер от болезни сердца, похоронен на одном из кладбищ в Софии. На надгробии высечена строка из его стихотворения: «О, моё перо и мои руки, будьте сломанными, если не служите отверженным».

## Творчество
С юношеских лет занимался общественной деятельностью. С 1951 года до начала переворота в Иране в 1953 году издавал собственную газету юмористического, сатирического и политического толка «Челенгяр» (на персидском «چلنگر»; «Слесарь»), где печатались его стихи, направленные против империализма и внутренней реакции. В ней публиковались стихи на местных языках и диалектах: гилянском, азербайджанском, курдском, лурском, туркменском, мазендеранском и др. На тематику газеты «Челенгяр» влияли темы национализации нефтяной промышленности, полные марксистских убеждений, пропагандированных Народной партией Ирана. В тот период создал произведения, вошедшие в сборник «Сорок рассказов» (на персидском «چهل داستان»).
В 1945 году издал сборник стихов «Эй, как сказал» (на персидском «ای گفتی»).
С 1948 по 1949 год его произведения публиковались в издании Народной партии Ирана (حزب تودۀ ایران). В 1979 г. вышел сборник стихов, посвященных идеологии Народной партии Ирана (на персидском «مجموعهآثارمحمدعلیافراشتهشاعرتودهای»).
В болгарском еженедельнике «Шершень» («Стършел») поэт публиковал прозаические произведения на болгарском языке.
В 1959 году после смерти писателя при содействии болгарского сатирика Д. Белаконева в г. София издан сборник рассказов «Нос Шаха» (на персидском «دماغ شاه»). В феврале 2010 года при поддержке Бехзада Мусаи (بهزاد موسایی), гилянского писателя и исследователя, вышел перевод этого сборника на персидский язык. Стихи поэта, многие из которых написаны на местном гилянском диалекте, пользовались особой популярностью на родине поэта, где их пели простые люди.